# 塞尔梅斯
塞尔梅斯（法語：Sermesse，法語發音：[sɛʁmɛs]）是法国索恩-卢瓦尔省的一个市镇，属于索恩河畔沙隆区。

## 地理
塞尔梅斯（46°54'1"N, 5°5'16"E）面积8.36 平方千米，位于法国勃艮第-弗朗什-孔泰大區索恩-卢瓦尔省，该省份为法国中部省份，北起顺时针与科多尔省、汝拉省、安省、罗讷省、卢瓦尔省、阿列省和涅夫勒省接壤。
与塞尔梅斯接壤的市镇（或旧市镇、城区）包括：索尼耶尔、蓬图、图特南。

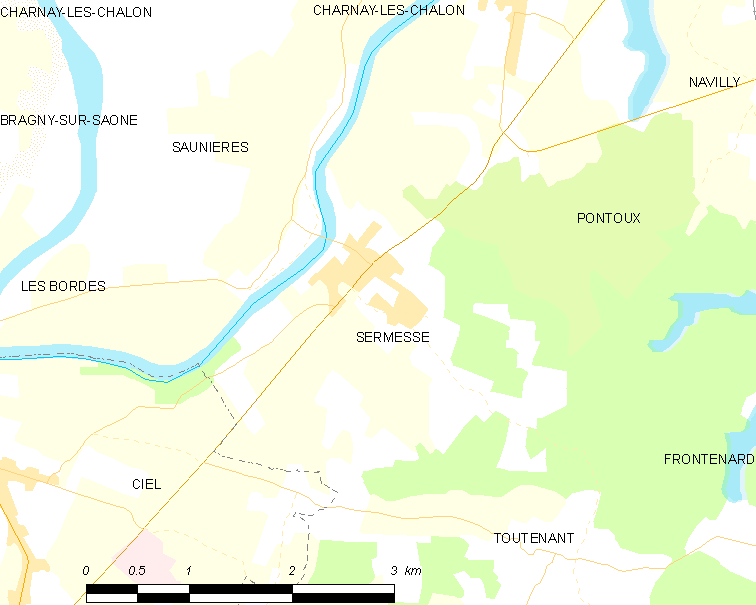
塞尔梅斯的OSM定位图

塞尔梅斯的时区为UTC+01:00、UTC+02:00（夏令时）。

## 行政
塞尔梅斯的邮政编码为71350，INSEE市镇编码为71517。

## 政治
塞尔梅斯所属的省级选区为热尔日县。

## 人口

1962-2008年间塞尔梅斯人口变化图示

塞尔梅斯于2022年1月1日时的人口数量为246人。